# Stazione di Seibu-Shinjuku

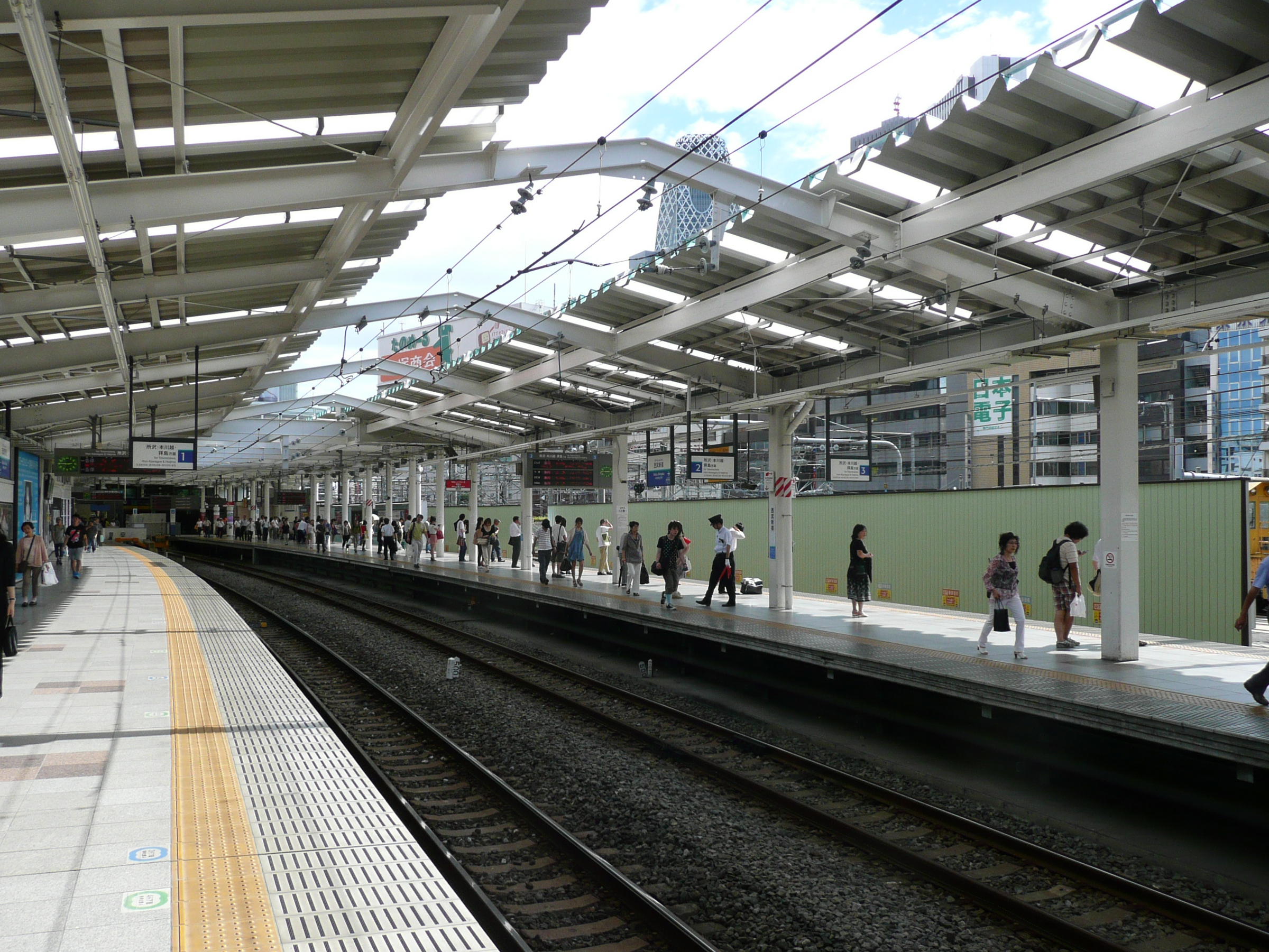
Vista dei binari

La Stazione di Seibu-Shinjuku (西武新宿駅?, Seibu-Shinjuku-eki) è una stazione ferroviaria di Tokyo che si trova nel quartiere di Shinjuku, direttamente collegata via passaggi sotterranei alla sua enorme stazione centrale. La stazione è il capolinea meridionale della linea Shinjuku delle Ferrovie Seibu.

## Linee
L'unica linea che serve la stazione è la linea Seibu Shinjuku che si dirige fino al capolinea di Hon-Kawagoe a nord, ma offre diversi servizi diretti sulle altre linee Seibu che si diramano lungo il percorso.

## Struttura
Essendo la stazione di origine della linea, da qui tutti i treni sono diretti principalmente a Tanashi, Tokorozawa, Haijima e Hon-Kawagoe.
| 1 | ● Linea Seibu Shinjuku | ■ Locali                    |
| 2 | ● Linea Seibu Shinjuku | ■ Espresso limitato Koedo   |
| 3 | ● Linea Seibu Shinjuku | ■ Espressi e ■ semiespressi |

## Statistiche di utilizzo
Nell'anno 2011 la stazione venne utilizzata da una media di 170.822 passeggeri al giorno.
Di seguito sono mostrate le statistiche per alcuni anni precedenti:
| Anno | Media giornaliera |
| ---- | ----------------- |
| 2009 | 179.766           |
| 2010 | 173.328           |
| 2011 | 170.822           |
| 2012 | 172.907           |

## Stazioni adiacenti
| «                    | Servizio             | »                    |
| Linea Seibu Shinjuku | Linea Seibu Shinjuku | Linea Seibu Shinjuku |
| -------------------- | -------------------- | -------------------- |
| Capolinea            | Tutti i treni        | Takadanobaba         |